# Duero (Bohol)
Pour les articles homonymes, voir Duero.
Duero est une municipalité de la province de Bohol située dans la région des Visayas centrales aux Philippines.